# Die drei Kronen
Die drei Kronen (neapolitanisches Original: Le tre corone) ist ein Märchen. Es steht in Giambattista Basiles Sammlung Pentameron als sechste Erzählung des vierten Tages (IV,6).

## Inhalt
Eine Stimme stellt dem kinderlosen König zur Wahl: Eine Tochter, die ihm genommen, oder ein Sohn, der ihn verderben werde. Seine Räte entscheiden für die Tochter. Marchetta wächst behütet auf, bis sie ihrem Gemahl zugeführt werden soll. Da trägt ein Sturm sie zum Haus einer Orca (Menschenfresserin). Die alte Haushälterin lässt Marchetta putzen, ein Festmahl aufsetzen und sich verstecken, bis die Orca bei ihren drei Kronen schwört, sie zu belohnen. Da zeigt sie sich und erhält die Hausschlüssel, nur eine Kammer darf sie nicht öffnen. Sie tut es doch und weckt damit die drei Töchter der Orca, die gibt ihr vor Wut eine Ohrfeige. Da geht sie, erhält aber einen Zauberring und Männerkleider. Die Königin des Schlosses, wo sie als Page anfängt, macht ihr Anträge und verleumdet sie dann beim König, sie habe mit ihr schlafen wollen. Als man sie zum Galgen führt, rettet sie des Ringes laute Stimme: „Laßt sie gehen, sie ist eine Frau!“ Der König erkennt sie als des befreundeten Königs Tochter und ertränkt seine Frau.

## Bemerkungen
Der Vater schließt Marchetta in eine Festung, vgl. bei Basile III,3 Viso, IV,5 Der Drache, II,1 Petrosinella, V,5 Sonne, Mond und Talia, zu den Schwüren der Orca V,4 Der goldene Stamm, zur verbotenen Tür II,8 Die kleine Sklavin. Das Echo ihres Hilferufs erinnert sie ans Geschenk der Orca (Reim auf „forca“, Galgen), ein typisch barocker Theatereffekt. Rudolf Schenda vergleicht Zafarana bei Gonzenbach Nr. 9, bei Pitrè Nr. 75 La stivala (in Sicilia) und Nr. 1 La Maga (in Toscana, deutsch bei Schenda Nr. 33 Die Maga), De Simone II Nr. 80 L'aniello. Basile karikiert gern schwache Könige, die nur ihre Räte befragen, vgl. I,3 Peruonto. Dass ein Sohn ihn verderben, eine Tochter ihm genommen würde, passt zu Freuds Ödipus- und Elektrakomplex. Walter Scherf interpretiert, wie schon die Räteherrschaft des Vaters zeigt, dass ein Sohn ihn hassen, die Tochter fliehen wird. In der Wildnis trifft sie die gegensätzlichen Zerrbilder der bisher totgeschwiegenen Mutter. Wahre Ablösung bringt der Abschied mit Zaubergabe und zunächst Verleugnung des Frauseins, was auf Dauer der Tod wäre. Vgl. zum Mörderhaus Grimms Märchen Nr. 29, 40, 125, 165, 75a, zur verbotenen Tür 3, 46, 62a, 73a.